# سیرآباد
سیرآباد (به ترکی آذربایجانی: Ser-Abad) یک منطقهٔ مسکونی در جمهوری آذربایجان است که در شهرستان جلیل‌آباد واقع شده‌است.